# Gumando Sapor (morto por Manuel Mamicônio)
Gumando Sapor (Gumand Shapur ou Gumand Shapuh), segundo Fausto, o Bizantino, foi um oficial sassânida do século IV, ativo durante o reinado do xá Sapor II (r. 309–379). Após a derrota do marzobã Surena nas mãos do regente armênio Manuel Mamicônio, foi enviado pelo xá com 48 000 tropas à Armênia para tomar e arruinar o país. Quando chegou na fronteira armênia em Azerbaijão, no entanto, foi atacado, derrotado e morto por um exército de 20 000 soldados liderado por Manuel. Ferdinand Justi sugeriu que Gumando talvez pode ser identificado com o oficial homônimo ativo décadas antes.

## Nome
O nome Xapur (Šapur) combina as palavras šāh (rei) pūr (filho), significando literalmente "filho do rei". Seu nome foi utilizado por vários reis e notáveis durante o Império Sassânida e além e deriva do persa antigo Quexaiatia.putra (*xšayaθiya.puθra). Pode ter sido um título, mas ao menos desde as últimas décadas do século II tornou-se um nome próprio. Foi registrado em parta (𐭔𐭇𐭉𐭐𐭅𐭇𐭓, šḥypwḥr) e persa médio (𐭱𐭧𐭯𐭥𐭧𐭥𐭩, šhpwr-y) como Xapur, em pálavi maniqueísta como Xabur (em parta: 𐫢𐫀𐫁𐫇𐫍𐫡, Š’bwhr), no livro pálavi como Xapur (šhpwhl), em armênio como Xapu (Շապուհ, Šapuh) e Xapur (Շապուրհ, Šapurh), em siríaco como Xabor (ܫܒܘܪ, Šāḇōr), em sogdiano como Xapur (š’p(‘)wr), em grego como Sapores (Σαπώρης, Sapṓrēs), Sabur (Σαβούρ, Saboúr) e Sabor (Σαβόρ, Sabór), em latim como Sapores e Sapor, em árabe como Assabur (الصبور, al-Sābūr) e em persa novo como Xapur (شاپور / شاه پور, Šāpur / Šāhpur), Xafur (شاهفور, Šahfur), etc.